# Amber Rutter
Amber Jo Rutter (nacida Amber Jo Hill, Windsor, 21 de agosto de 1997) es una deportista británica que compite en tiro, en la modalidad de tiro al plato.
Participó en tres Juegos Olímpicos de Verano, entre los años 2016 y 2024, obteniendo una medalla de plata en París 2024, en la prueba de skeet, y el sexto lugar en Río de Janeiro 2016, en la misma prueba.
Ganó tres medallas en el Campeonato Mundial de Tiro, en los años 2022 y 2023, y siete medallas en el Campeonato Europeo de Tiro entre los años 2019 y 2025.
En los Juegos Europeos obtuvo dos medallas, oro en Bakú 2015 (skeet indvidual) y bronce en Cracovia 2023 (skeet mixto).

## Palmarés internacional
| Juegos Olímpicos   | Juegos Olímpicos      | Juegos Olímpicos  | Juegos Olímpicos |
| Año                | Lugar                 | Medalla           | Prueba           |
| ------------------ | --------------------- | ----------------- | ---------------- |
| 2024               | París (Francia)       | Medalla de plata  | Skeet            |
| Campeonato Mundial |                       |                   |                  |
| Año                | Lugar                 | Medalla           | Prueba           |
| 2022               | Osijek (Croacia)      | Medalla de oro    | Skeet mixto      |
| 2022               | Osijek (Croacia)      | Medalla de plata  | Skeet            |
| 2023               | Bakú (Azerbaiyán)     | Medalla de bronce | Skeet mixto      |
| Juegos Europeos    |                       |                   |                  |
| Año                | Lugar                 | Medalla           | Prueba           |
| 2015               | Bakú (Azerbaiyán)     | Medalla de oro    | Skeet            |
| 2023               | Cracovia (Polonia)    | Medalla de bronce | Skeet mixto      |
| Campeonato Europeo |                       |                   |                  |
| Año                | Lugar                 | Medalla           | Prueba           |
| 2019               | Lonato (Italia)       | Medalla de bronce | Skeet mixto      |
| 2021               | Osijek (Croacia)      | Medalla de bronce | Skeet            |
| 2022               | Lárnaca (Chipre)      | Medalla de oro    | Skeet            |
| 2022               | Lárnaca (Chipre)      | Medalla de oro    | Skeet mixto      |
| 2023               | Osijek (Croacia)      | Medalla de oro    | Skeet mixto      |
| 2023               | Osijek (Croacia)      | Medalla de bronce | Skeet            |
| 2025               | Châteauroux (Francia) | Medalla de plata  | Skeet            |